# Peterskirche (Dußlingen)

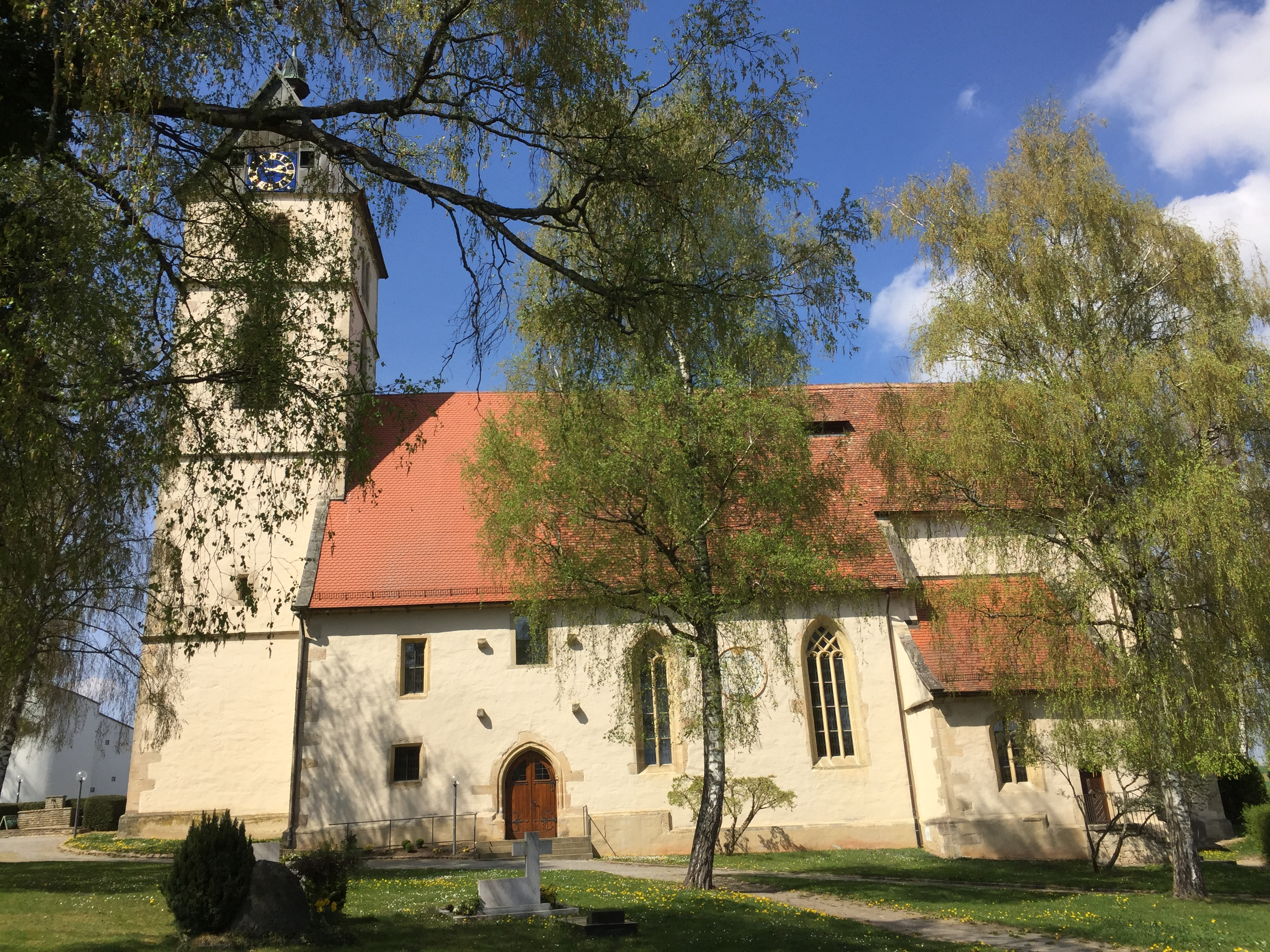
Peterskirche in Dußlingen

Die evangelische Peterskirche steht in Dußlingen, einer Gemeinde im Landkreis Tübingen von Baden-Württemberg. Die Kirchengemeinde gehört zum Kirchenbezirk Tübingen der Evangelischen Landeskirche in Württemberg. Sie ist beim Landesamt für Denkmalpflege Baden-Württemberg als Baudenkmal eingetragen.

## Beschreibung
Die Saalkirche wurde 1501–08 erbaut. Sie besteht aus einem Langhaus und einem eingezogenen, dreiseitig geschlossenen Chor im Osten mit der Sakristei an der Südseite. Das oberste Geschoss des viergeschossigen Kirchturms im Westen, der mit einem Satteldach bedeckt ist, beherbergt hinter den als Biforien gestalteten Klangarkaden den Glockenstuhl. Im Giebel des Kirchturms befinden sich die Zifferblätter der Turmuhr. 
Der Innenraum des Langhauses ist mit einer Flachdecke überspannt, der des Chors mit einem Netzgewölbe, das auf Konsolen ruht. Im 17. Jahrhundert wurden Emporen eingebaut und eine Kanzel aufgestellt. Die Orgel wurde 1925 von Diethelm Berner in einen vorhandenen Prospekt eingebaut.